# Luzmila Acosta de Ochoa
Luzmila Acosta de Ochoa (Caldas, Antioquia, 1928-20 de octubre de 2019) fue una psiquiatra colombiana, reconocida por haber sido la primera mujer psiquiatra de adultos en el departamento de Antioquia y por su labor como cofundadora de la Sociedad Antioqueña de Psiquiatría y de la Asociación Colombiana de Psiquiatría.

## Biografía
Acosta nació en el municipio de Caldas, Antioquia en 1928. Cursó estudios de medicina en la Universidad de Antioquia en la ciudad de Medellín y más adelante se trasladó a los Estados Unidos para especializarse en psiquiatría.
A finales de la década de 1950 se vinculó profesionalmente con el Hospital Mental de Antioquia y con el Instituto de Seguros Sociales. En 1959 se convirtió en cofundadora de la Sociedad Antioqueña de Psiquiatría y más adelante fue miembro fundadora de la Asociación Colombiana de Psiquiatría. Entre 1959 y 1962 ofició como catedrática ad honorem de psiquiatría en la Facultad de Medicina de la Universidad de Antioquia.
Con su labor en el Hospital Mental se convirtió en la primera mujer psiquiatra de adultos en el departamento de Antioquia. La Asociación Colombiana de Psiquatría le otorgó el premio «A una vida y obra» en 2006 en el marco del Congreso Colombiano de Psiquiatría. En el Barrio Robledo, la calle 73 frente al Instituto Tecnológico Metropolitano de Medellín fue nombrada en su honor en el año 2007.
Acosta falleció el 20 de octubre de 2019.

## Premios y reconocimientos
- 2006 - Premio «A una vida y obra» - Asociación Colombiana de Psiquiatría[1]
- 2007 - La calle 73 frente al Instituto Tecnológico Metropolitano de Medellín fue nombrada en su honor - Concejo de Medellín[3][4][5]